# 拉布瓦西耶尔 (厄尔省)
拉布瓦西耶尔（法語：La Boissière，法語發音：[la bwasjɛʁ] ⓘ）是法国厄尔省的一个市镇，属于埃夫勒区。

## 地理
拉布瓦西耶尔（48°56'43"N, 1°22'5"E）面积3.45 平方千米，位于法国诺曼底大区厄尔省，该省份为法国北部内陆省份，北起滨海塞纳省，西接奧恩省和卡爾瓦多斯省，南至厄尔-卢瓦省，东临瓦兹省、瓦兹河谷省和伊夫林省。
与拉布瓦西耶尔接壤的市镇（或旧市镇、城区）包括：布瓦塞莱普雷旺什、布勒塔尼奥勒、埃皮耶、默雷、勒普莱西埃贝尔。

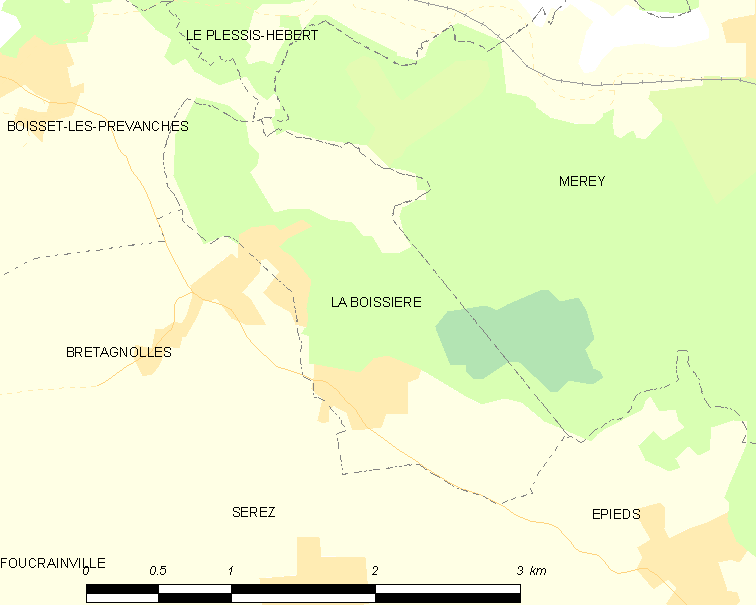
的OSM定位图

拉布瓦西耶尔的时区为UTC+01:00、UTC+02:00（夏令时）。

## 行政
拉布瓦西耶尔的邮政编码为27220，INSEE市镇编码为27078。

## 政治
拉布瓦西耶尔所属的省级选区为厄尔河畔帕西县。

## 人口

1962-2008年间人口变化图示

拉布瓦西耶尔于2022年1月1日时的人口数量为261人。